# دونالد آرنولد
دونالد آرنولد (انگلیسی: Donald Arnold؛ زادهٔ ۱۴ ژوئیهٔ ۱۹۳۵) قایقران روئینگ اهل کانادا بود.
از افتخارات وی میتوان به کسب مدال طلا قایقرانی روئینگ ۴ نفره تک‌پارو در بازی‌های المپیک تابستانی ۱۹۵۶ اشاره کرد.